# Le Chat chapeauté (film)
Pour les articles homonymes, voir Le Chat chapeauté (homonymie).
Pour plus de détails, voir Fiche technique et Distribution.
Le Chat chapeauté ou Dr Seuss : Le chat dans le chapeau au Québec (The Cat in the Hat) est un film américain de Bo Welch, sorti en 2003. Il est adapté du livre éponyme du Dr Seuss.

## Synopsis
Ce film raconte l'histoire d'un frère et d'une sœur qui ont des caractères particuliers : Sally (Dakota Fanning) est une fille très sérieuse, qui écoute toujours sa mère, alors que Conrad (Spencer Breslin) veut toujours s'amuser et qui n'écoute jamais sa mère. Le méchant du film est l'ami de la mère, il s'appelle Lawrence Quinn (Alec Baldwin) et veut épouser Joan Walden (Kelly Preston).
Quand les enfants sont confiés à une baby-sitter appelée Mme Kwan (Amy Hill), un inconnu entre dans la maison. Cet inconnu est un chat qui porte un chapeau et qui parle ; il s'appelle "le chat chapeauté" (Mike Myers). Il veut apprendre à Sally et son frère que, quand on s'amuse, c'est un moment amusant. Mais la leçon est perturbée par une autre visite : c'est un poisson voulant apprendre aux enfants l'éducation (Sean Hayes).

## Fiche technique
Sauf indication contraire, les informations mentionnées dans cette section peuvent être confirmées par les bases de données cinématographiques IMDb et Allociné,  présentes dans la section « Liens externes ».
- Titre original : The Cat in the Hat
- Titre français : Le Chat chapeauté
- Titre québécois : Dr Seuss : Le chat dans le chapeau[1]
- Réalisation : Bo Welch
- Scénario : Alec Berg, David Mandel et Jeff Schaffer, d'après l’œuvre éponyme de Dr Seuss paru en 1957.
- Musique : David Newman
  - Dans la bande originale, le groupe Smash Mouth, interprète la chanson Getting Better des Beatles
- Direction artistique : Alec Hammond et Sean Haworth
- Décors : Alex McDowell
- Costumes : Rita Ryack
- Maquillage : Amy L. Disarro, Melanie Hughes, René Dashiell Kerby
- Coiffure : Voni Hinkle, Shari Perry, Karl Wesson
- Photographie : Emmanuel Lubezki
- Son : Pud Cusack, Michael Hilkene, Gregg Landaker, Steve Maslow
- Montage : Don Zimmerman
- Effets spéciaux : Douglas Smith
- Production : Brian Grazer
  - Production déléguée : Karen Kehela Sherwood, Eric McLeod, Maureen Peyrot et Gregg Taylor
  - Production associée : Arlene Kehela et Aldric La'auli Porter
- Sociétés de production : Dreamworks Pictures, Imagine Entertainment et Universal Pictures
- Sociétés de distribution : Universal Pictures (États-Unis) ; United International Pictures (France, Belgique, Suisse romande)
- Budget : 109 millions USD[2],[3]
- Pays de production :  États-Unis
- Langue d'origine : anglais
- Format : couleur — 35 mm — 1,85:1 (Panavision) — son DTS / Dolby Digital / SDDS / Dolby
- Genre : comédie, fantastique, aventure
- Durée : 82 minutes
- Dates de sortie[4] :
  - États-Unis, Québec : 21 novembre 2003[1]
  - France, Belgique, Suisse romande : 31 mars 2004[5],[6],[7]
- Classification[8] :
  - États-Unis : certaines scènes ou propos sont susceptibles de heurter la sensibilité des plus jeunes - accord parental souhaitable (PG - Parental Guidance Suggested)[N 1]
  - France : tous publics (conseillé à partir de 6 ans)[5],[9]
  - Belgique : tous publics (Alle Leeftijden)[6]
  - Suisse romande : interdit aux moins de 6 ans[10]
  - Québec : tous publics (pour enfants) (G - General Rating)[1]

## Distribution
- Mike Myers (VF : Emmanuel Curtil) : Le Chat Chapeauté
- Spencer Breslin (VF : Mathias Mella) : Conrad Walden
- Dakota Fanning (VF : Florine Orphelin) : Sally Walden
- Alec Baldwin (VF : Emmanuel Jacomy) : Lawrence Quinn
- Kelly Preston (VF : Danièle Douet) : Mme Joan Walden
- Amy Hill : Madame Kwan
- Sean Hayes (VF : Pierre Tessier et Xavier Fagnon) : Mr Humberfloob / Le Poisson (voix)
- Danielle Ryan Chuchran : Taylor Rice
- Steven Anthony Lawrence : Dumb Schweitzer
- Paris Hilton : une femme en boîte de nuit
- Bugsy : Nevins, le chien
- Frank Welker : Nevins (voix)
- Candace Dean Brown : le secrétaire / les Bidules
- Daran Norris : l'annonceur
- Clint Howard : Kate
- Paige Hurd : Denise
- Stephen Hibbert : Jim McFinnigan
- Roger W. Morrissey : Mr. Vompatatat
- Norman Fessler : Facteur
- Victor Brandt (en) (VF : Gérard Rinaldi) : le narrateur (voix)
- Dan Castellaneta : Bidule Un / Bidule Deux (voix)

## Accueil

### Accueil critique
- Lors de la cérémonie de The Stinkers Bad Movie Awards en 2003, le film a reçu quatre prix et a été nommé huit fois dans diverses catégories. Le film a reçu le prix du pire scénario pour un film rapportant plus de 100 millions de $ avec Hollywood Math[11], le Prix Spencer Breslin pour la pire performance d'un enfant, le prix du pire film ainsi que le prix du personnage non humain le plus ennuyeux pour Le Chat chapeauté. En outre, le film a été nommé pire film et pire film de comédie (Comédie la plus douloureusement pas drôle) ; quant à Mike Myers, il a été nommé pire acteur, pour son pire faux accent masculin et pour la pire chanson ("Fun, Fun, Fun"). Alec Baldwin a été nommé pire acteur dans un second rôle, Bo Welch pour le pire sens de l'orientation (arrêtez-les avant qu'ils ne dirigent à nouveau!), Dakota Fanning a été nommée au Prix Spencer Breslin pour la pire performance d'un enfant et enfin une nomination pour le Personnage non humain le plus ennuyeux (Chose un et Chose deux)[12].
- De même, lors de la cérémonie des Razzie Awards 2004, le film a reçu le prix du pire ersatz pour un vrai film (tout concept / aucun contenu !), ainsi que sept nominations dans les catégories suivantes, pire film, pire réalisateur pour Bo Welch, pire acteur pour Mike Myers, pire second rôle masculin pour Alec Baldwin, Pire second rôle féminin pour Kelly Preston, pire couple à l'écran pour Mike Myers (...et soit la Chose un, soit la Chose deux) et pire scénario pour Alec Berg, David Mandel et Jeff Schaffer[12].
- Plus tard, lors de la cérémonie des Razzie Awards 2005 le film a été nommé Pire comédie des 25 dernières années[12] et Mike Myers a été nommé pire acteur de la décennie lors de la cérémonie des Razzie Awards 2010 [12].

## Distinctions

### Récompenses
- BMI Film and TV Awards 2004 : prix BMI de la meilleure musique de film pour David Newman
- Dallas-Fort Worth Film Critics Association Awards 2004 : pire film

### Nominations
- Teen Choice Awards 2003 : meilleure crise de colère pour Sean Hayes
- Hollywood Makeup Artist and Hair Stylist Guild Awards 2004 :
  - Meilleurs maquillages de personnage pour Amy L. Disarro, Melanie Hughes et René Dashiell Kerby
  - Meilleurs maquillages d’effets spéciaux dans un long métrage pour Mike Smithson, Steve Johnson et Jamie Kelman
  - Meilleures coiffures de personnage pour Voni Hinkle, Shari Perry et Karl Wesson
- Kids' Choice Awards 2004 : acteur de cinéma préféré pour Mike Myers

## Éditions en vidéo
En France, le film Le Chat chapeauté est sorti en DVD le 26 octobre 2004. Par la suite, le film est ressorti en DVD le 3 août 2006 et en VOD le 28 août 2018.